# Karlsjösjön
Karlsjösjön är en sjö i Vetlanda kommun i Småland och ingår i Emåns huvudavrinningsområde. Sjön är 16,7 meter djup, har en yta på 0,654 kvadratkilometer och är belägen 146,2 meter över havet. Vid provfiske har bland annat abborre, braxen, gädda och löja fångats i sjön.

## Delavrinningsområde
Karlsjösjön ingår i det delavrinningsområde (635948-146985) som SMHI kallar för Mynnar i Saljen. Avrinningsområdets medelhöjd är 208 meter över havet och ytan är 42,14 kvadratkilometer. Det finns inga delavrinningsområden uppströms utan avrinningsområdet är högsta punkten. Sävseboån som avvattnar avrinningsområdet har biflödesordning 4, vilket innebär att vattnet flödar genom totalt 4 vattendrag innan det når havet efter 138 kilometer. Delavrinningsområdet består mestadels av skog (63 procent) och jordbruk (22 procent). Avrinningsområdet har 1,25 kvadratkilometer vattenytor vilket ger det en sjöprocent på 3 procent.

## Fisk
Vid provfiske har följande fisk fångats i sjön:
- Abborre
- Braxen
- Gädda
- Löja
- Mört
- Sarv
- Siklöja
- Sutare